# Etayo
Etayo – gmina w Hiszpanii, w Nawarze, o powierzchni 13,47 km². W 2011 roku gmina liczyła 80 mieszkańców.